# Народно Нахимовско училище
Народно Нахимовско училище е българско военноучебно заведение, съществувало в периода 1951 – 1955 г.

## История
Народното Нахимовско училище е формирано в гр. Сталин (днес Варна) съгласно Постановление № 995 от 21 август 1951, по предложение на Министъра на народната отбрана генерал-полковник Петър Панчевски и планирано да има 200 души възпитаници. Със заповед на Министъра на Народната отбрана № УК 814 от 28 декември 1951 г. за началник на училището е назначен капитан III ранг Георги Аврамов Киров. Училището е подчинено на Началник отдел Военни учебни заведения при МНО.
Предвидено е учебните занятия да започват на 1 януари 1952 г., а курсът на обучение да бъде 7 годишен. След завършване на курса възпитаниците се изпращат за по-нататъшно обучение във военноучебни заведения на войската и МВР. Приемат се ученици от 5-и до 9-и клас, като са командировани и 48 курсанти от гимназиалния курс на НВМУ „Н. Й. Вапцаров“
Народното военно нахимовско училище е открито официално на 3 март 1952 година, когато е връчено войсковото му знаме. Обучението в училището започва месец по-рано на 1 февруари. Командването на училището включва:
- Началник: капитан ІІ ранг Георги Кирилов Аврамов
- Зам. началник по строевата и учебната част: капитан ІІ ранг Неделчо Христов Сяров
- Началник на политотдела: капитан ІІ ранг Христо Русев
- Началник тил: капитан ІІІ ранг Димитър Мирчев
- Командир на старшата рота: капитан-лейтенант Владимир Николов Ставрев
- Командир на младшите класове: старши лейтенант Божидар Димитров Сотиров

Всеки клас е взвод с взводен командир-възпитател офицер и помощник-взводен командир – старшина на свръхсрочна служба. В училището има тил, в състава на който е включена медицинска служба със стационар и зъболекарски кабинет с началник на Медицинската служба капитан І ранг доктор Жеков. Училището разполага с ветроходен учебен кораб – шхуната „Веслец“ и 6-мести гребни лодки тип „ГИЧКА“ и Ял-шесторки. Училището е разположено в центъра на Варна в триетажна сграда. Обучението се извършва по програмата на средните училища, а ежедневието е организирано съгласно изискванията на уставите на БНА, като допълнителмо има часове по военноморска, огнева и строева подготовка.
Училището е разформирано на 20 август 1955 г., когато с доклад на армейски генерал Петър Панчевски съществуването му е определено за нецелесъобразно. Днес в сградата на Народното Нахимовско училище се помещава ОУ „Свети свети Кирил и Методий“ гр. Варна.

## Началници
- Капитан III ранг (по-късно капитан II ранг) Георги Аврамов Киров (от 28 декември 1951)

## Наименования
- Народно военно Нахимовско училище (1951 – 1952)
- Народно Нахимовско училище (1952 – 1955)